# 澳门路660弄住宅
澳门路660弄住宅又稱日內外棉株式會社澳門路職員住宅、內外棉工房，是内外棉株式会社为管理人员建造的住房，位於中華人民共和國上海市普陀区澳门路660弄（西康路、陕西北路之间，澳门路以北）。該住宅占地面积4.9万平方米，建筑面积3.21万平方米，有房屋32幢，砖木结构二层。原本當地有神社、庙宇，現今宗教建築均已拆除。當時内外棉的大班（厂长）、三班（工程师）、领班（技术员）、那摩温（工头）均居住於此。當時該住宅有自己的供排水、供电系统，平时进出要凭通行证。

## 歷史
內外棉工房建於1920年。1945年后，由中国纺织建设公司接管，並且改名中国纺织建设公司第二宿舍。1952年后，改称华东纺织管理局第二宿舍，简称华纺宿舍。